# Прыжки с трамплина на зимних Олимпийских играх 1936
Соревнования по прыжкам с трамплина на зимних Олимпийских играх 1936 прошли 16 февраля на Большом Олимпийском трамплине в Гармиш-Партенкирхене. В соревнованиях приняло участие 48 спортсменов из 14 стран, которые соревновались лишь на одном трамплине. Из-за плохого снега ни один из участников не смог достичь критической точки в 80 м. Максимальная дальность прыжков у победителя турнира Биргера Рууда составила 75 и 74,5 метров. В день соревнований у трамплина собралось около 130 тысяч зрителей.
После Олимпиады занявший второе место швед Свен Эрикссон сменил фамилию на «Селонгер» (в честь своего родного города), так как «в Швеции слишком много людей с фамилией Эрикссон».

## Медалисты
| Трамплин | Золото              | Серебро              | Бронза                   |
| -------- | ------------------- | -------------------- | ------------------------ |
| К-80     | Биргер Руд Норвегия | Свен Эрикссон Швеция | Рейдар Андерсен Норвегия |